# Vélocité Grand Montpellier
Pour les articles homonymes, voir Vélocité.
Vélocité Grand Montpellier est une  association créée en 1998 à Montpellier. Elle est adhérente de la Fédération française des usagers de la bicyclette (FUB) et est déléguée départementale de l'association française pour le développement des véloroutes et des voies vertes.

## Contexte
Le vélo reste un moyen de transport marginal bien moins courant et populaire qu'au début du XXe siècle, alors qu'il était bien moins efficace et que la voirie était souvent pavée ou en terre battue... Pourtant, en semaine, un tiers des déplacements font moins de 2 km (3 sur 5 moins de 5 km). 60 % des déplacements de 1 à 3 km sont encore réalisés en voiture (28 % de ceux de moins d'1 km).
En Occitanie, en 2013, 31 % des déplacements domicile-travail font moins de 10 km (36 % en 1999). 97 000 actifs résidant dans l'aire urbaine de Montpellier y travaillent. Avec 2,5 %, l'Hérault se situe au 13e rang des 100 départements selon le critère de la part des actifs allant travailler à vélo.
La part modale des déplacements à vélo à Montpellier a quasiment stagné de 2003 à 2014, en passant de 2 à 3  % 6,2 % des Montpelliérains actifs ayant un emploi vont travailler à vélo. Cette proportion situe Montpellier au 7e rang des 41 communes de plus de 100 000 habitants, loin derrière Strasbourg, Grenoble et Bordeaux, trois villes au-dessus de 10 % qui ont développé une politique anticipatrice en faveur du vélo. Ce taux augmente avec la taille de la ville (sauf à Paris) : il passe de 0,5 % dans les villes de moins de 500 habitants à 6 % en moyenne pour les villes de plus de 200 000 habitants.
Montpellier est récemment monté sur le podium des 3 villes les plus embouteillées de France (classement GPS Tomtom 2015) : 115 heures sont perdues en moyenne par un automobiliste montpelliérain dans les bouchons, soit plus de 14 journées de 8 h.
Pourtant, un relief assez plat et une météo clémente sont propices à un développement du vélo. Dans des villes de taille comparable, beaucoup mieux aménagées pour le vélo que Montpellier (telles Münster en Allemagne, Malmö en Suède, Bordeaux et Nantes en France, Utrecht aux Pays-Bas etc.), les conditions sont moins favorables au coup de pédale.
Certes rouler à vélo contribue à la baisse des émissions de gaz à effet de serre : l'Ademe évalue à 64 millions de tonnes le CO2 dû à la mobilité urbaine (soit près de la moitié des émissions des transports).
Mais d’autres arguments sont souvent mis en avant par les cyclistes eux-mêmes :
- en milieu urbain, on va aussi vite voire plus vite à vélo qu'avec tout autre mode de déplacement (et encore davantage si l'on tient compte du stationnement, dans le cas de la voiture). C'est d'autant plus vrai quand le réseau cyclable est continu et adapté aux itinéraires les plus fréquentés[4].
- Le vélo est un mode de transport remarquablement efficace du point de vue énergétique : il est deux fois plus efficace que la marche si on considère la consommation d’énergie en kilojoules par kilomètre. Le vélo est plus efficace que tous les autres transports, y compris la voiture ou transports publics[4].
- le vélo est pratique, sauf éventuellement lorsque des arceaux font défaut ; il est silencieux, augmente le degré de liberté, l'autonomie et la ponctualité ;
- faire du vélo est économique, à la portée de tous les revenus alors que le coût d'un véhicule à moteur est souvent sous-estimé ;
- selon l'Inserm, la pratique du vélo « limite la sédentarité susceptible d'accroître l'exposition aux maladies cardio-vasculaires, à l'obésité, au diabète, à l'hypertension et à certains cancers »[5]. Elle accroît la capacité de concentration et se révèle excellente pour le moral.

## Adaptation du territoire montpelliérain au vélo
En 1971 il s'agissait « d'adapter la ville à l'automobile » (G. Pompidou). Aujourd'hui il s'agit de lutter contre l'engorgement urbain, la pollution et le réchauffement climatique en rendant les villes « cyclables ». Le coût des infrastructures dédiées au vélo, qui s’insèrent facilement dans le tissu urbain tout en libérant de l'espace public, est limité : à débit identique, une piste cyclable est 200 fois moins chère qu'une autoroute urbaine, 25 fois moins chère qu'un tramway,
Anticiper est le propre de la politique : les perspectives d'essor du vélo en ville sont très importantes, inéluctables. Or à Montpellier et dans sa Métropole, la politique en faveur du vélo n'est pas du tout à la hauteur des enjeux : pas de budget identifié, pas ou peu de programme et des propos traitant le vélo comme un sujet mineur. Ainsi « les grandes orientations mobilités » de Montpellier Méditerranée Métropole (MMM, juin 2017) n'évoquent que très accessoirement le vélo en le plaçant sur le même plan que la trottinette.
Un « Schéma directeur des modes actifs » est annoncé par MMM qui prévoit de « développer des axes structurants » et de « programmer des aménagements afin d’offrir davantage de pistes cyclables ». Seuls deux articles sur le site internet de MMM concernent le vélo : « la journée annuelle du vélo » et « aller à la plage à vélo. ».
MMM affiche 4 volets dans sa politique sportive : « le soutien aux clubs sportifs de niveau national, aux manifestations sportives de niveau national ou international, l’éducation sportive des plus jeunes (natation et patinage sur glace) et la création d’équipements ». La pratique du vélo au quotidien et l'éducation cycliste des jeunes sont exclus. Pourtant avec 2 668 heures d'ensoleillement en moyenne par an (soit 62 ̤%) et 35 jours avec gelée, Montpellier a un climat très favorable au vélo.

## Objectifs de l'association
Vélocité travaille à rassembler et défendre le vélo et ses usagers à Montpellier et dans ses environs. Pour les déplacements urbains de petite et de moyenne distance, le vélo est en effet la meilleure alternative à la voiture.
Rapide, silencieux, discret, économique et bénéfique pour la santé, le vélo doit trouver des équipements cyclables qui en facilitent l’usage en toute sécurité. Vélocité souhaite contribuer à augmenter la part modale des déplacements à vélo en zone urbaine et promouvoir son usage en lien avec les transports en commun.